# Hyundai Ioniq
La Hyundai Ioniq est un véhicule hybride rechargeable, hybride non rechargeable ou électrique produit par le constructeur automobile coréen Hyundai Motor depuis l'été 2016. Ses premières photos officielles sont dévoilées début janvier avant que la voiture soit révélée au salon de Détroit. En 2020, Ioniq devient une marque indépendante destinée à la production des véhicules électriques du groupe coréen.

## Histoire
La Ioniq est sortie en France en septembre 2016. Le modèle est disponible en trois versions. Une version hybride non rechargeable, une version hybride rechargeable et une électrique. Cette dernière est équipée d'une batterie 28 kWh qui lui permet d'avoir une autonomie de 280 km selon la norme NEDC. Au Salon de Los Angeles 2016, Hyundai a dévoilé une version autonome de sa Ioniq. 

### Phase 2

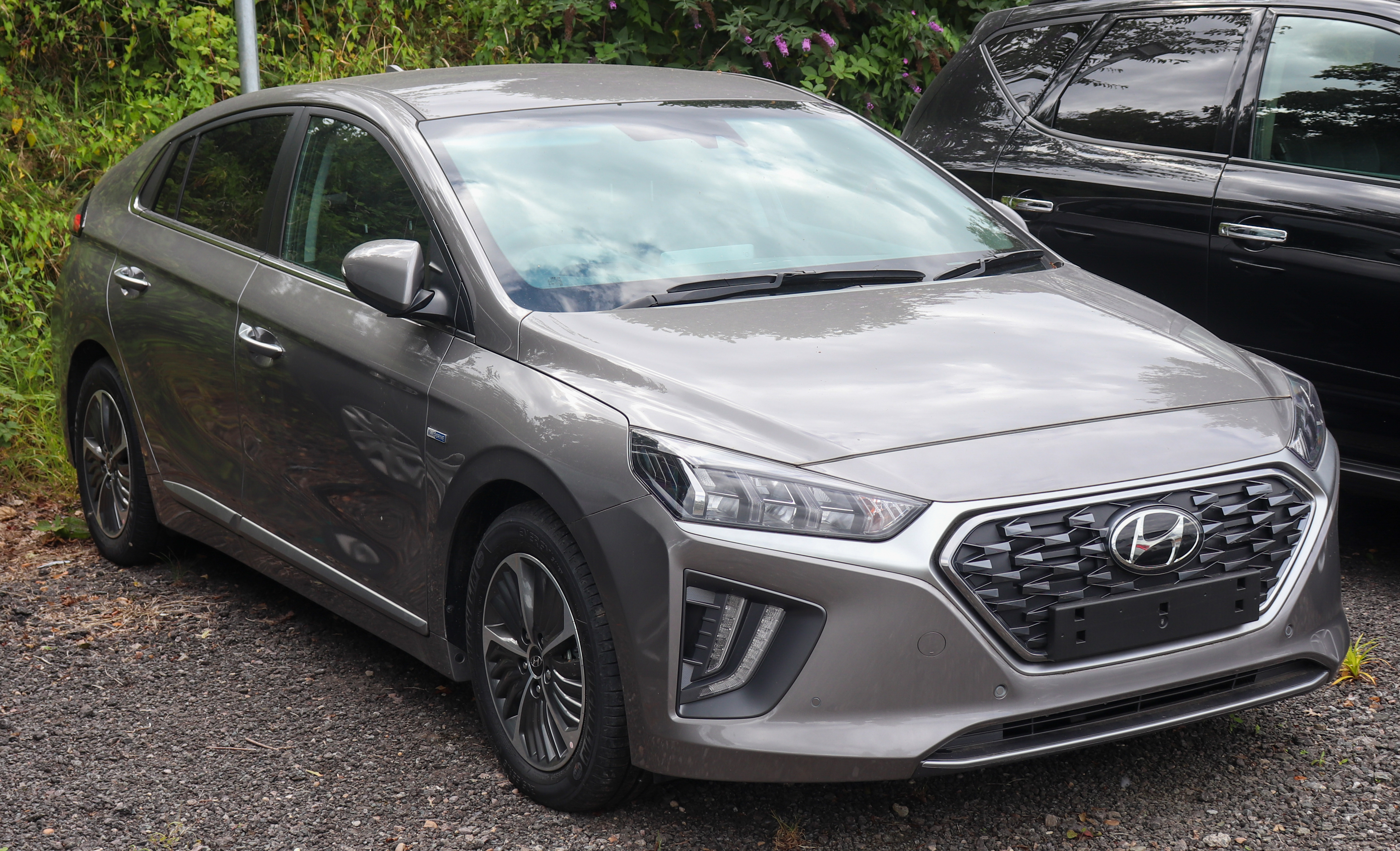
Hyundai Ioniq Plug-in restylée

En janvier 2019, Hyundai présente le restylage de l'Ioniq : la calandre évolue en délaissant les lamelles horizontales au profit de la grille chromée à effet 3D tandis que les phares se dotent d'optiques full LED disponibles également sur les feux arrière.
La capacité de la batterie évolue pour atteindre 38 kWh, mais la puissance maximale de charge baisse. Le moteur évolue également pour atteindre 102 kW.
La production prend fin en juillet 2022.

## Caractéristiques

### Version électrique

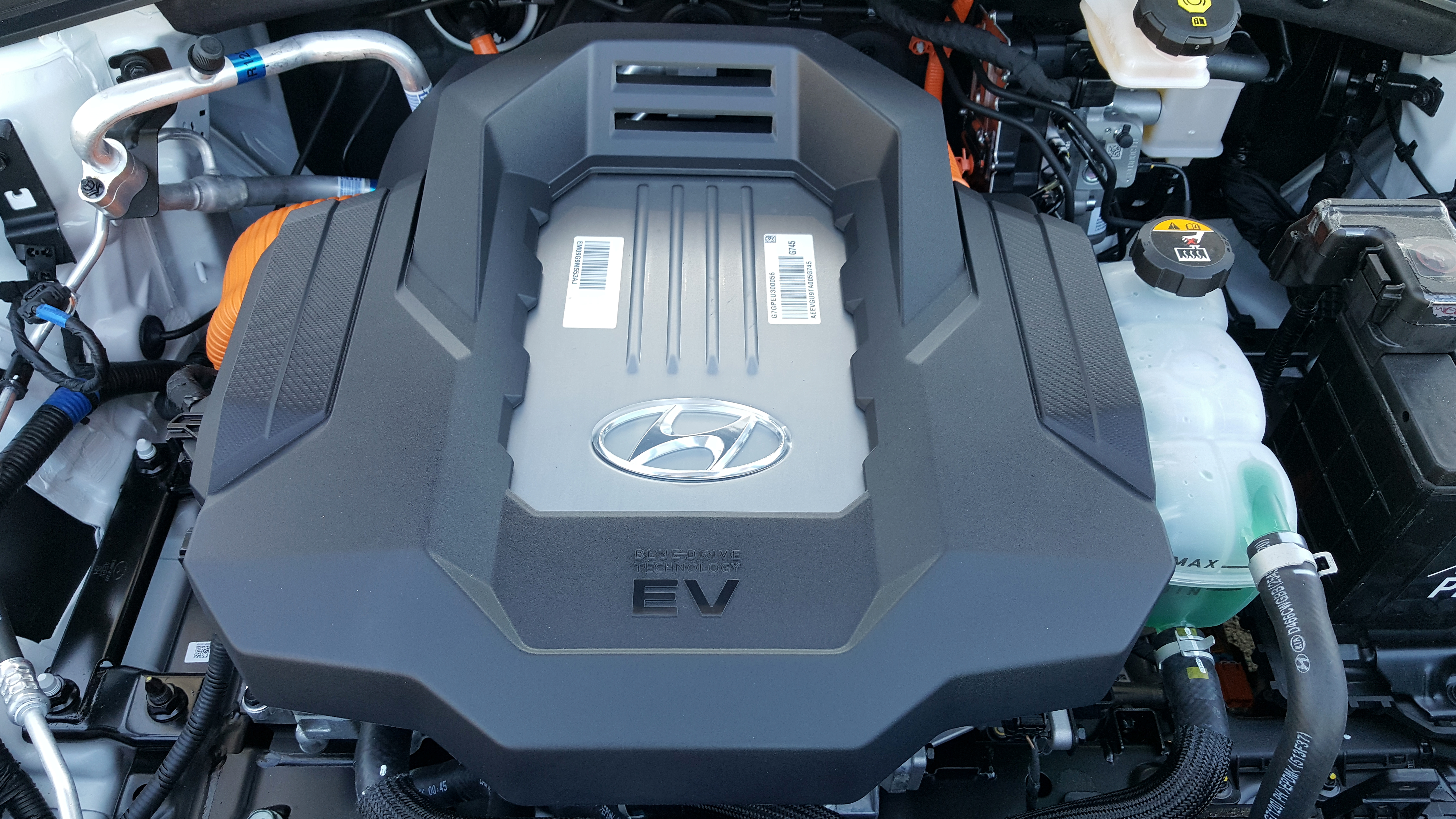
Moteur de la Hyundai Ioniq Electric

Caractéristiques techniques : 
| Puissance de charge | jusqu'à 47kW |
| Vitesse de charge   | Phase 1 : 80% en 23 minutes sur une borne 100 kW,(limitée par la voiture à 70 kW) Phase 2 : 1h pour une charge à 80% |
| Puissance moteur    | Phase 1 : 120 ch (88 kW), Phase 2 138cv (102kw)                                                                      |